# Bihari Ferenc (labdarúgó)
Bihari Ferenc, Büchelmayer (1890. – Amerikai Egyesült Államok, 1965. január 4.) válogatott labdarúgó, kapus. Labdarúgó pályafutása után kivándorolt az Egyesült Államokba.

## Pályafutása

### Klubcsapatban
Az első világháború előtt a BTC kapusa volt. 1919 és 1920 között a Ferencváros játékosa volt, ahol egy bajnoki bronzérmet szerzett a csapattal. A Fradiban öt mérkőzésen szerepelt (4 bajnoki, 1 nemzetközi).

### A válogatottban
1909-ben öt alkalommal szerepelt a válogatottban.

## Sikerei, díjai
- Magyar bajnokság
  - Bronzérmes: 1908–09, 1912–13, 1919–20

## Statisztika

### Mérkőzései a válogatottban
| Magyarország | Magyarország      | Magyarország               | Magyarország | Magyarország | Magyarország | Magyarország | Magyarország | Magyarország |
| #            | Dátum             | Helyszín                   | Hazai        | Eredmény     | Vendég       | Kiírás       | Gólok        | Esemény      |
| ------------ | ----------------- | -------------------------- | ------------ | ------------ | ------------ | ------------ | ------------ | ------------ |
| 1.           | 1909. május 2.    | Bécs, Cricketer-pálya      | Ausztria     | 3 – 4        | Magyarország | barátságos   | -            |              |
| 2.           | 1909. május 29.   | Budapest, Millenáris-pálya | Magyarország | 2 – 4        | Anglia       | barátságos   | -            |              |
| 3.           | 1909. május 30.   | Budapest, Millenáris-pálya | Magyarország | 1 – 1        | Ausztria     | barátságos   | -            |              |
| 4.           | 1909. május 31.   | Budapest, Millenáris-pálya | Magyarország | 2 – 8        | Anglia       | barátságos   | -            |              |
| 5.           | 1909. november 7. | Budapest, Millenáris-pálya | Magyarország | 2 – 2        | Ausztria     | barátságos   | -            |              |
|              | Összesen          |                            |              | 5            | mérkőzés     |              | 0            | gól          |